# Pfaffenhofen an der Ilm (stad)
Pfaffenhofen an der Ilm är en stad i Landkreis Pfaffenhofen an der Ilm i Regierungsbezirk Oberbayern i förbundslandet Bayern i Tyskland.